# Projota
José Tiago Sabino Pereira (São Paulo, 11 de abril de 1986), mais conhecido pelo nome artístico Projota, é um rapper, compositor e ator brasileiro.
Em 2014, lançou seu álbum de estreia, Foco, Força e Fé. Em 2016, foi lançado seu primeiro DVD, 3Fs ao Vivo, que recebeu certificação de disco de ouro pelas 40 mil cópias vendidas. Seu segundo álbum de estúdio foi lançado em 2017 e recebeu certificado de disco de ouro pelas 40 mil cópias vendidas. Em 2019, lançou o álbum Tributo dos Sonhadores, que recebeu certificado de disco de ouro pelas 40 mil cópias vendidas.

## Vida pessoal
Projota perdeu a mãe cedo: quando o filho tinha apenas 7 anos de idade, Dirce Sabino Pereira teve um acidente vascular cerebral, permanecendo em estado vegetativo durante cerca de dois anos, quando morreu. Foi então morar com a avó, Dona Lourdes, que, além dele, criou outros três netos. Atribui o gosto pela música à mãe, que, além de cantar, chegou a atuar, escrever e compor. Seu primeiro nome artístico foi "JT", mas como existiam muitos com o mesmo pseudônimo, decidiu por "Projota". O nome "Projota" é a junção de "pro" = profissionalismo e "Jota", inicial do seu primeiro nome. Projota entrou definitivamente na cena do rap brasileiro aos dezesseis anos, quando assistiu ao videoclipe da música "Só Deus Pode me Julgar", do rapper carioca MV Bill. Durante sua adolescência, Projota fez parte de dois grupos de pouca expressão. Um deles, O Dom da Rima, era formado junto com seu amigo Rashid, no qual Projota era conhecido por "Jotatê" e Rashid por "Moska".
No dia 8 de fevereiro de 2020, Projota divulgou o nascimento de Marieva, filha do cantor, em São Paulo, fruto de seu relacionamento com Tâmara Contro.

## Carreira

### 2006-2011: Início de carreira e sucessos
Em 2006, Projota ingressou pela primeira vez em uma batalha de MC. Conseguiu vencer por quatro vezes a Batalha do Santa Cruz, três a Rinha dos MCs e chegou à final da Liga dos MCs de 2007, o evento mais tradicional do estilo no país. Paralelamente à carreira de duelador, Projota trabalhava com A.G. Soares, do Pentágono, um consagrado produtor musical. O rapper fez uma participação no documentário Freestyle: Um Estilo de Vida, onde deu uma entrevista. Entre as principais músicas gravadas por Projota, entre 2006 e 2008, estão O Poeta, Ela e Avoadão. No ano de 2008, Projota lançou a música e o videoclipe de Acabou, que rapidamente adquiriu alta popularidade no YouTube, alcançando número superior a 400.000 visualizações em dois anos. Em 2008, ele iniciou a gravação das músicas do seu primeiro EP, que foi lançado em novembro de 2009 sob o título Carta aos Meus. As faixas destacadas do disco são Rato de Quermesse, O Rap em Ação e Véia, nesta última ele faz uma referência à sua mãe, que faleceu quando ele tinha apenas 7 anos de idade. Foi feito sem a participação de outro rapper, mas com algumas faixas produzidas por A.G. Soares e DJ Caíque e pelo próprio Projota.
Projota começou a ganhar notoriedade nas batalhas de MCs, onde venceu quatro vezes a Batalha da Santa Cruz e três vezes a Rinha dos MCs. Como produtor musical, Projota produz em geral para seus trabalhos e para amigos.[carece de fontes?] Em sua estreia, Projota lançou o EP Carta aos Meus em 2009; seu segundo trabalho foi a mixtape Projeção, lançada em 2010; seu terceiro trabalho foi o segundo EP de sua carreira, Projeção pra Elas, lançado em 2010; e sua quarta mixtape, Muita Luz, foi lançada em 2013. Seu álbum de estreia, gravado pela Universal Music, conta com faixas novas e de suas mixtape.
No início de 2010, em parceria com DJ Caíque, Projota lançou na internet um novo som, chamado "Pelo Amor", que alcançou o primeiro lugar no MySpace Brasil. Em setembro de 2010, foi terminado o processo de gravação da sua mixtape, intitulada Projeção. Com 19 faixas, ela traz algumas das músicas de "Carta aos Meus", outras faixas já conhecidas e inéditas. Entre as inéditas, se destacam: "Projeção", "Samurai" e "Chuva de Novembro". Com o lançamento do web vídeo "Muleque Doido" no final de 2010, Projota anunciou para o início de 2011 o lançamento de um novo EP, chamado Projeção pra Elas, com faixas românticas. "Muleque Doido" atingiu o topo dos trending topics do Twitter brasileiro. Projeção pra Elas foi lançado em 10 de fevereiro de 2011, com nove (9) faixas, entre inéditas e conhecidas como "Guerreira" e a já citada "Muleque Doido".
Em 2012, lançou seu primeiro DVD, Realizando Sonhos, gravado no Master Hall, em Curitiba, no dia 27 de novembro de 2011. O disco contém 20 faixas e ajudou a Projota a se aclamar na mídia como um dos principais representantes da nova escola do rap. Muita Luz é o quinto trabalho de Projota no formato de mixtape sob gravação independente. A mixtape foi lançada no dia 11 de abril de 2013 e contém 19 faixas, com participações especiais de diversos artistas e produtores, entre eles Filipe Ret, Drik Barbosa, André Maini, Marlos Vinicius, Skeeter, Laudz, Yago Loyola, Zap San e DJ Caíque.

### 2021-presente: Big Brother Brasil
Em 19 de janeiro de 2021, Projota foi confirmado como um dos 20 participantes da vigésima primeira temporada do reality show Big Brother Brasil, da TV Globo, sendo o 6° eliminado do programa, em 16 de março de 2021, com 91,89% (em temporadas anteriores, o rapper já fez aparições em festas e finais do programa).
Em 4 de maio de 2021, participou do show da final do BBB 21. Cantou a música Muleque de Vila ao lado do participante Lucas Penteado.

## Discografia

### Álbuns de estúdio
- (2014) Foco, Força e Fé
- (2017) A Milenar Arte de Meter o Louco[26]
- (2019) Tributo aos Sonhadores I[27]
- (2020) Tempestade Numa Gota D'Água

### Álbuns ao vivo
- (2016) 3Fs ao Vivo
- (2021) AMADMOL ao Vivo

## Filmografia

### Televisão
| Ano  | Título             | Cargo                    | Notas                                              |
| ---- | ------------------ | ------------------------ | -------------------------------------------------- |
| 2018 | Carcereiros        | Tuinho                   | Episódios: "Plano de Fuga" e "Uma Questão Pessoal" |
| 2019 | Ninguém Tá Olhando | Richard                  | [ 28 ]                                             |
| 2021 | Big Brother Brasil | Participante (14º lugar) | Temporada 21                                       |

### Cinema
| Ano  | Título              | Personagem |
| ---- | ------------------- | ---------- |
| 2018 | Sequestro Relâmpago | Daniel     |

## Turnês
- Turnê Projeção (2008 - 2012)
- Turnê Muita Luz (2013 - 2014)
- Turnê Foco, Força e Fé (2014 - 2017)
- Turnê A Milenar Arte de Meter o Louco (2017 - presente)

## Prêmios e indicações
| Ano  | Prêmio                       | Categoria             | Indicação                         | Resultado |
| ---- | ---------------------------- | --------------------- | --------------------------------- | --------- |
| 2012 | Prêmio Jovem Brasileiro      | Cantor Revelação      | Ele mesmo                         | Venceu    |
| 2012 | Capricho Awards              | Revelação Nacional    | Ele mesmo                         | Indicado  |
| 2012 | Meus Prêmios Nick            | Revelação Musical     | Ele mesmo                         | Indicado  |
| 2012 | MTV Video Music Brasil       | Artista Revelação     | Ele mesmo                         | Venceu    |
| 2012 | MTV Video Music Brasil       | Hit do Ano            | "Desci a Ladeira"                 | Indicado  |
| 2012 | MTV Video Music Brasil       | Artista Masculino     | Ele mesmo                         | Indicado  |
| 2013 | Capricho Awards              | Cantor Nacional       | Ele mesmo                         | Indicado  |
| 2014 | MTV Europe Music Awards      | Best Brazilian Act    | Ele mesmo                         | Indicado  |
| 2014 | Prêmio Jovem Brasileiro      | Melhor cantor         | Ele mesmo                         | Venceu    |
| 2014 | Meus Prêmios Nick            | Música do Ano         | "Cobertor" (com Anitta)           | Indicado  |
| 2014 | Retrospectiva UOL            | Álbum de Rap Nacional | "Foco, força e fé"                | Venceu    |
| 2015 | Capricho Awards              | Cantor Nacional       | Projota                           | Indicado  |
| 2015 | Capricho Awards              | Hit Nacional          | "O Homem que Não tinha nada"      | Indicado  |
| 2018 | MTV Millennial Awards Brasil | Clipe do Ano          | "A Milenar Arte de Meter o Louco" | Indicado  |
| 2018 | MTV Millennial Awards Brasil | Beat BR               | "A Milenar Arte de Meter o Louco" | Indicado  |